# Mesta
Il Mesta (in bulgaro Места?, in greco Νέστος?, Nestos, in latino Nestus) è un fiume che scorre in Bulgaria e Grecia.

## Geografia
Sorge dai monti Rila a 2.240 m di altezza e scorre per 230 km, sfociando nel mare Egeo presso l'isola di Taso; il suo più grande tributario è il Dospat. 
Dei 230 km di lunghezza del fiume, 126 si trovano in Bulgaria e 104 in Grecia: questi ultimi costituiscono il confine naturale tra le regioni di Macedonia e di Tracia. Il suo delta è parco nazionale.

### Onorificenze
Al fiume Mesta è intitolato il monte Mesta, sull'isola Livingston, nelle isole Shetland Meridionali (Antartide).